# Disperato amore
Disperato amore (Deep Valley) è un film del 1947 diretto da Jean Negulesco.
È un film drammatico statunitense con Ida Lupino, Dane Clark e Wayne Morris. È basato sul romanzo del 1942  Deep Valley di Dan Totheroh.

## Produzione
Il film, diretto da Jean Negulesco su una sceneggiatura di Salka Viertel, Stephen Morehouse Avery e William Faulkner (quest'ultimo non accreditato) e un soggetto di Dan Totheroh (autore del romanzo), fu prodotto da Henry Blanke per la Warner Bros. e girato a Big Bear Lake, nella Big Bear Valley, a Palos Verdes e a Hermosa Beach, in California, da fine settembre 1946 a fine gennaio 1947. Il film doveva originariamente essere interpretato da Ann Sheridan, Humphrey Bogart e John Garfield.

## Distribuzione
Il film fu distribuito con il titolo Deep Valley negli Stati Uniti dal 30 luglio 1947 al cinema dalla Warner Bros.
Altre distribuzioni:
- in Svezia il 2 febbraio 1948 (Den djupa dalen)
- in Finlandia il 27 febbraio 1948 (Syvän laakson salaisuus)
- in Portogallo il 15 marzo 1949 (O Vale das Sombras)
- in Germania Ovest il 2 gennaio 1965 (Das tiefe Tal, in TV)
- in Italia (Disperato amore)
- in Jugoslavia (Duboka dolina)
- in Belgio (Het hol van de galeiboef e Le repaire du forçat)
- in Grecia (I koilas tis siopis)
- in Brasile (O Vale do Destino)

## Critica
Secondo Leonard Maltin è un "film strano con pretese artistiche" in cui Ida Lupino si dimostra fuori ruolo.